# Ceratocystis fimbriata
Espèce
Ceratocystis fimbriata est une espèce, ou plus vraisemblablement un complexe d'espèces, de champignons ascomycètes de la famille des Ceratocystidaceae.
C'est un champignon phytopathogène, attaquant des plantes très variées, qui vont du  cacaoyer (maladie de la machette)  à la patate douce.

## Taxinomie

### Synonymes
Synonymes : 
- Ceratocystis fimbriata f. sp. fimbriata.